# 吉野まちじゅう図書館
吉野まちじゅう図書館（よしのまちじゅうとしょかん）は、奈良県吉野郡吉野町に広がる図書館群。公共の図書館と民間の図書館（個人、旅館、寺社など）の双方によって成り立っている。吉野町がスタートした「まちじゅう図書館プロジェクト」に参加する図書館の書籍はリブライズのサービスによって、横断的に検索することができ、本の貸し借りも可能となっている。

## 成り立ち
公立図書館のない吉野町において、ハコモノの図書館を建設するのではなく、町中にある書籍を共有しようという発想から立ち上がったプロジェクトがはじまりである。2019年11月に吉野町からプレスリリースがなされた。

## 特徴
まちじゅう図書館の取り組みは全国にいくつかあるが、吉野まちじゅう図書館のそれは以下の点で特徴的である。
(1)行政と民間の連携
公立施設にある書籍と民間が所有する書籍が共通のプラットフォームであるリブラズで検索が可能。また、取り組み自体も行政が主導するのではなく、各図書館を運営する住民が自立的に運営している。吉野町において、本取り組みが広がっている理由として、阪本龍門文庫や木の子文庫など以前から本に関わる活動を実施する団体があったことや、本で地域の活性化を目指す地域おこし協力隊がいること、吉野は歴史的な場所であり文献が多いことなどが考えられる。
(2)個性的な図書館の集合なんでもそろう図書館ではなく、個々の図書館がそれぞれ特徴を持ち、旅の目的地となることが目指されている。シダ植物の本を集めた図書館やビブリオバトルを実施する図書館など、個性的な図書館が生まれている。

## 登録図書館
- 2020年1月5日現在

| ＃ | 図書館名称                                       | URL                             |
| 1  | 吉野町【公式ページ】                             | https://librize.com/places/4113 |
| 2  | しだのすみか                                     | https://librize.com/places/5236 |
| 3  | 木の子文庫                                       | https://librize.com/places/1437 |
| 4  | カフェ・ル・ルポ                                 | https://librize.com/places/5004 |
| 5  | ゲストハウス 三奇楼                              | https://librize.com/places/5136 |
| 6  | 本とコミュニティやなぎ文庫                       | https://librize.com/yanagibunko |
| 7  | KAM INN                                          | https://librize.com/places/5235 |
| 8  | りゅうもんぶんこ                                 | https://librize.com/places/4047 |
| 9  | 大師山寺 妙法寺 大師堂                           | https://librize.com/places/5367 |
| 10 | 吉野町中央公民館図書室                           | https://librize.com/places/5466 |
| 11 | コーヒーショップ凡句来(よしの「じんじん」くらぶ) | https://librize.com/places/5565 |
| 12 | TUJIMURA&cafekiton                               | https://librize.com/places/5632 |
| 13 | 吉野歴史資料館                                   | https://librize.com/places/5631 |
| 14 | 吉野老人福祉センター中荘温泉                     | https://librize.com/places/6027 |

## 登録方法
バーコードリーダーを用意すれば誰でも、個人でも、図書館を開設することが可能。
（登録の手順）
- リブライズからアカウントの作成
- バーコードリーダーを使って書籍の登録